# Darabokban
A Darabokban  (eredeti cím: Demolition) 2015-ben bemutatott amerikai filmdráma, amelyet Jean-Marc Vallée rendezett.
A forgatókönyvet Bryan Sipe írta. A producerei Lianne Halfon, Russ Smith, Molly Smith, Trent Luckinbill, Sidney Kimmel, Jean-Marc Vallée, Thad Luckinbill és John Malkovich. A főszerepekben Jake Gyllenhaal, Naomi Watts, Chris Cooper, Judah Lewis és C.J. Wilson láthatók. A film gyártója a Black Label Media, a Sidney Kimmel Entertainment és a Mr. Mudd, forgalmazója a Fox Searchlight Pictures.
Az Amerikai Egyesült Államokban 2015. szeptember 10-én mutatták be a Torontói Nemzetközi Filmfesztiválon.

## Szereplők
| Szereplő    | Színész             | Magyar hang        |
| ----------- | ------------------- | ------------------ |
| Davis       | Jake Gyllenhaal     | Csőre Gábor        |
| Karen       | Naomi Watts         | Kisfalvi Krisztina |
| Phil        | Chris Cooper        | Rosta Sándor       |
| Chris       | Judah Lewis         | Nagy Gereben       |
| Carl        | C.J. Wilson         | Holl Nándor        |
| Davis apja  | Malachy Cleary      | Csuha Lajos        |
| Davis anyja | Debra Monk          | Vándor Éva         |
| Julia       | Heather Lind        | Sipos Eszter Anna  |
| Jimmy       | Wass Stevens        | Törköly Levente    |
| Amy         | Blaire Brooks       | Nádasi Veronika    |
| Steven      | Ben Cole            | Jakab Márk         |
| Todd        | Brendan Dooling     | Márkus Sándor      |
| John        | James Colby         | Karácsonyi Zoltán  |
| Michael     | Alfredo Narciso     | Pál Tamás          |
| Ray         | Madison Arnold      | Szokolay Ottó      |
| Mickey      | Stephen Badalamenti | Sarádi Zsolt       |